# 第45回NHK紅白歌合戦
『第45回NHK紅白歌合戦』（だいよんじゅうごかいエヌエイチケイこうはくうたがっせん）は、1994年（平成6年）12月31日にNHKホールで行われた、通算45回目のNHK紅白歌合戦。
20時から21時25分（前半）、および21時30分 - 23時45分（後半）にNHKで生放送された。

## 概要
放送開始が20:00（JST）に繰り下げられ、以降第49回（1998年）まで20:00の放送開始となる。これは「4時間以上は長い」との声に応えたものである。
1962年から使用されていたNHKの旧ロゴマークが使用された最後の紅白となっている。

### 放送まで
- 今回の司会者は11月16日、出場歌手は12月1日、曲目は12月14日、曲順・審査員は12月21日に発表された[2]。
- 白組司会にはフリーアナウンサーの古舘伊知郎が起用された。古舘は史上初の民放のアナウンサー出身（古舘は元テレビ朝日アナウンサー）の紅白司会者となった[3][4]。前年放送を開始した『クイズ日本人の質問』での司会ぶりを買われ、制作者一同が起用を一致した上での抜擢である[5][6][7]。古舘の起用は前年末の時点で内定しており[8]、『スポーツニッポン』で起用をスクープされていた。古舘自身は、元々紅白の司会を目指していたと話している[9]。また、この起用に関して古舘のもとにNHKアナウンサーから嫉妬の声があったという[10]。
- 古舘に対抗する紅組司会は、全く下馬評に出なかった上沼恵美子が起用された。上沼は基本的に在阪局に絞った芸能活動を行っており、あまり在京局での仕事をしないスタイルで、全国放送番組への出演はNHK大阪制作『バラエティー生活笑百科』へのレギュラー出演程度であったものの、紅組司会に抜擢された[11]。2014年1月12日放送の読売テレビ・中京テレビ『上沼・高田のクギズケ!』で、紅白司会担当後在京局から11本に及ぶレギュラー番組のオファーがあったことを本人が明かしている[注 1]。上沼は司会発表会見で「私では番組の価値が下がる・番組を傷つけるのでは」「息子がいじめられる」との理由で紅組司会を辞退するつもりだったことを明かした[13]ほか、『毎日新聞』（1994年12月31日付）のインタビューで「NHKから紅白司会の話があったのは11月に入ってからで、この時点で正月にハワイへ家族旅行をする予定を立てていたため、受けるか悩んだ」、「夫（当時関西テレビプロデューサーの上沼真平）は自身の仕事を全て反対してくるため、この仕事も絶対に反対すると思っていたが、『引き受けないと君が一生後悔するだろうから』と応援の姿勢を示してくれたので、受けることにした」と語っている。後に自身のドキュメンタリー番組『快傑えみちゃんねる番外編　誰も知らない上沼恵美子～還暦からのスタートから』（関西テレビ、2015年10月3日放送）で上沼は紅白の司会について、「上沼恵美子なんて大阪だけのタレントです。それをNHKが紅組の司会に起用したっていうことは風当たりも強かったですし、やはりベテラン歌手にはいびられました」と語った[注 2]。また、上沼は出場歌手との面談の際、「横を向いて目を会わせてくれない方が4、5人いた」と『あさイチ』（2015年12月25日放送）で語っている（「その人たちは未だに大っキライです」とも述べた）[15][注 3]。
- 紅組司会の候補としては上沼以外に黒柳徹子、十朱幸代、いしだあゆみ（この年の連続テレビ小説『春よ、来い』に出演）、由紀さおり、山田邦子、森口博子（『ポップジャム』司会者）、和田アキ子（この年の『思い出のメロディー』司会）が挙がっており、司会発表直前の時期にはこれらの名前が連日マスコミ報道で出されていた[17]。この起用は益弘春男とプロデューサー2人が、『バラエティー生活笑百科』での上沼のトークを見て紅白の司会に向いていると判断したことや先に内定していた古舘に対抗できる話術の持ち主と判断したことがきっかけであり[注 4]、4月に司会候補に挙がったという[20]。
- 上沼によると、（紅組司会の打診を受けた際）スタッフから「この話を口外するな」「（承諾の場合）28日には東京に入ってほしい」と言われ、「（28日から家を空けることになるため）夫にはこの話をさせてほしい」と返したところ、駄目だと言われたため断ったと話す。その後、スタッフから電話で「ご主人だけに言って良い」と言われると同時に再度オファーを受け、夫に伝えると、まず彼は「（御節料理の）黒豆はどうする?」と聞いてきたという[19][21][22]。
- 上沼は海原千里・万里時代の第26回（1975年）に同コンビとして紅組応援団を務めた経験がある[注 5]。
- 両組司会発表の際、NHK側は「今回は総合司会を置かない」と公表していた[23][24]が、実際には宮川泰夫（当時の『NHKのど自慢』司会者）が進行役として肩書き無く出演し、例年の総合司会と同様の役割を担った。後にNHKが公開した「紅白歌合戦ヒストリー」では宮川は総合司会との肩書で紹介されている[25]。
- テーマは、「戦後50年・名曲は世代を超えて」[26]

### 当日のステージ
- 本回は出場歌手・両組司会共に対戦色が強く見られた[27]（翌年の第46回も同様）。例年以上に両組司会がクローズアップされた回であり、進行役の宮川は必要最小限の進行補助（オープニング・エンディングの進行や攻守交替のアナウンス）を行うに留まり、大半の番組進行は審査員紹介も含めて上沼・古舘が担当（同コンビが続投した第46回も同様）。
- オープニングは、NHKホールの壁面に出場歌手と両組司会の写真が映し出される場面（ハイビジョン試験放送は暗転したステージの引きの画）から始まり、ホール内に画面が切り替わると上沼・古舘がそれぞれ紅・白のガウンを身に纏い、1階客席奥からステージに向かい、ステージ上でガウンを脱ぎ捨てるという演出があった。両組司会は恒例となっている晴れ着姿ではなく、洋装で登場した。
- 各司会者の紹介テロップには第43回（1992年）以来2年ぶりとなるカラーテロップが使われたが、座布団は使われていない。
- 出場歌手のテロップは、帯付きのアニメーションテロップで、ポップス系歌手用、演歌歌手用、番組終盤に出演する歌謡曲歌手用の3種類のデザインが使用された。
- 第1部の紅組トリである島倉千代子（この年デビュー40周年）の「人生いろいろ」の場面では、曲前に審査員の森光子より「島倉さんは尊敬しています。『人生いろいろ』ありますけれど、どうぞ歌一筋に頑張ってください」と島倉にメッセージが述べられた。そして、曲の途中から上沼と紅組歌手一同が島倉のバックに集結するという演出があった。
- 松田聖子と藤谷美和子の歌唱時の衣装が、いずれも背中に羽の生えた天使をイメージした物であった（色はそれぞれ白と黒で異なる）ことから一部メディアで「衣装が被った」と評された。これは藤谷側が当日まで衣装をトップシークレットとして公表しなかったことが一因であった。
- 吉幾三の歌唱前、古舘が吉の2人の娘から預かった父への手紙を朗読。楽曲が「娘に…」という、娘にあてた曲であるため、吉は感極まってしまい、歌い出しから一番の途中までは涙声に。2番からは持ち直して歌いきり、曲中のバックには吉の家族での写真などがスライドで映された。また、吉の歌唱と前後して北海道地方で地震が発生し、地震情報がテロップで表示された。
- 工藤静香はこの年交際が発覚したYOSHIKIが率いるX JAPANと直接対決した（2人は後に破局）。
- 今回の衣装対決は小林幸子と美川憲一の直接対決。美川は2番の歌唱中に早着替えを行い、最後には宙吊りで空を飛び「幸子、おだまり」の一言で暗転、オペラ座の怪人風のテーマが流れ、背景の煙幕から小林が登場。小林はナイアガラの滝をイメージしたセットを使用。元々は本物の水を使用する予定だったが、この年深刻な水不足が起こったことを考慮し、ドライアイスで代用した。
- 小林・美川の対決と前後して22:50頃に東北地方で地震が発生し、地震情報を随時テロップで報じていた。
- 森進一は紅白で3回目の「おふくろさん」歌唱となった。なお、今回紅白で初めて同作詞者の川内康範が制作していない台詞付のものを披露した。
- 小林旭と和田アキ子の対決では、同一の合唱団（現役大学生によって結成された合唱団、「東京シティ合唱団」と「Revolution」）が登場した。小林旭の歌唱後、合唱団が聖歌を歌い、そして和田が登場するという演出があった。
- キム・ヨンジャはNHKが実施したアンケートである「戦後50年で思い出深い歌」「紅白で聴きたい歌アンケート」で共に1位となった「川の流れのように」（美空ひばり）を歌唱[28][7]。
- 紅組トリおよび大トリには都はるみ、白組トリには五木ひろしと共にトリには両組揃ってこの年デビュー30周年を迎えた歌手が選ばれた。都の紅組トリ担当は復帰翌年の第41回（1990年）以来4年ぶりだが、大トリ担当は自身の引退舞台とした第35回（1984年）以来10年ぶりとなった。
- 9対8で紅組が優勝（ゲスト審査員は紅組:5、白組:6と白組がリード、客席審査では2階席は紅組:515、白組:577と白組がリードしていたが、1階席は紅組:306、白組:275、3階席は紅組:448、白組:413であったため、紅組が逆転）。上沼は紅組司会の先輩である和田と抱擁（和田は上沼を「偉い!」と労った）し、「最高の気分です」と述べた。進行役の宮川に「1点差での敗戦」の感想を聞かれた古舘は「普通こういう時って悔しいと思うんですけど、凄く悔しいです」と述べた後、白組歌手に「すみません」と謝罪した。古舘は翌年の白組司会の際にリベンジを果たしている。なお、今回の上沼のケースを最後にNHKアナウンサー以外が紅組司会を務めた回での紅組優勝は第62回（2011年）[注 6]まで途絶えることとなった。
- エンディングの「蛍の光」大合唱の合唱団に混じって松本明子が日本テレビ系列『進め!電波少年』の企画で乱入しており、「紅白もらった」という幟を出した[29]。ただ、オンエアの映像では出場歌手や上沼・古舘のアップで幟を出す姿は全く映されなかったどころか、紛れている松本本人を画面上で判別することは出来ず、翌元日放送の『平成あっぱれテレビ』で、松本とマネージャーを除いてホール内への入場を禁止された『電波』のスタッフに代わってNHK側で舞台下から独自に撮影した映像を流した。

### その他
- 審査員の候補には長嶋茂雄、大江健三郎、向井千秋も挙がっていた[8]。
- 今回の中断ニュースは前回の総合司会である森田美由紀が担当した。
- ビデオリサーチ調べ、関東地区における瞬間最高視聴率は前川清出演時に記録された56.2%である[30]。
- 上沼は年明けすぐのインタビューで「あぁ、ほんとしんどかった。もう（紅白の）司会はしません」と公言したが、次回である第46回でも紅組司会を務めた。翌1995年（翌月）に自身の出身地・兵庫県三原郡南淡町（現：南あわじ市）も大きな被害を及ぼした阪神・淡路大震災が発生し、第46回の紅組司会の打診を受けた当初は拒否したが、「阪神・淡路大震災で被害に遭った人々を元気づけてほしい」と懇請されたため受け入れたというエピソードがある。

## 司会者
- 紅組司会：上沼恵美子（『バラエティー 生活笑百科』相談員役）
- 白組司会：古舘伊知郎（『クイズ日本人の質問』司会者）
- 進行役：宮川泰夫（東京アナウンス室）
- ラジオ中継：金子辰雄

## 演奏
- 三原綱木とザ・ニューブリード・東京放送管弦楽団（指揮 三原綱木）

## 審査員
- イチロー（オリックス・ブルーウェーブ外野手）：この年シーズン日本最多安打記録（当時）となる210安打を達成。
- 赤井英和（俳優）：この年の連続テレビ小説『春よ、来い』の竹中洋介役）
- 奥野史子（シンクロナイズドスイミング選手）：この年の1994年アジア競技大会シンクロナイズドスイミングソロおよびデュエットで金メダル獲得。
- 岩下志麻（女優）：翌年公開で夫・篠田正浩監督の映画『写楽』に出演。
- 羽生善治（棋士）：この年将棋七大タイトルのうち王将以外の六冠を獲得。
- 南井克巳（JRA騎手）：この年ナリタブライアン号で牡馬クラシック三冠+有馬記念、マーベラスクラウン号でジャパンカップ制覇。GIレース5勝の大活躍。
- 賀来千香子（女優）：翌年の大河ドラマ『八代将軍吉宗』の須磨役。
- 川本ゆかり（元新体操選手）：この年の全日本選手権で5連覇、アジア大会でも優勝し現役を引退。
- 市川崑（映画監督）：この年文化功労者に選出。
- 森光子（女優）：この年芸能生活50年目を迎えた。
- 松尾武・NHK番組制作局長
- 客席審査員（NHKホールの観客全員）

## 大会委員長
- 中村和夫･NHK放送総局長

## 出場歌手
紅組、      白組、      企画、      初出場、      返り咲き。
| 曲順 | 組   | 歌手名           | 回 | 曲目                                                        |
| ---- | ---- | ---------------- | -- | ----------------------------------------------------------- |
| 1    | 紅   | trf              | 初 | BOY MEETS GIRL                                              |
| 2    | 白   | access           | 初 | SCANDALOUS BLUE                                             |
| 3    | 紅   | 篠原涼子         | 初 | 恋しさと せつなさと 心強さと                                |
| 4    | 白   | TOKIO            | 初 | LOVE YOU ONLY                                               |
| 5    | 紅   | 久宝留理子       | 2  | 早くしてよ                                                  |
| 6    | 白   | 山根康広         | 初 | Get Along Together〜愛を贈りたいから〜                      |
| 7    | 紅   | 長保有紀         | 初 | 惚（ほ）の字傘                                              |
| 8    | 白   | 山本譲二         | 7  | 関門海峡                                                    |
| 9    | 紅   | 伍代夏子         | 5  | ひとり酒                                                    |
| 10   | 白   | 堀内孝雄         | 7  | 夢の道草                                                    |
| 企画 | 企画 |                  |    | Mickey Mouse Our Shining Star〜輝くスターミッキー・マウス〜 |
| 11   | 紅   | 森口博子         | 4  | Let's Go                                                    |
| 12   | 白   | SMAP             | 4  | がんばりましょう                                            |
| 13   | 紅   | 田川寿美         | 初 | 女…ひとり旅                                                 |
| 14   | 白   | 香田晋           | 初 | 夢いちど                                                    |
| 15   | 紅   | 中山美穂         | 7  | ただ泣きたくなるの                                          |
| 16   | 白   | 藤井フミヤ       | 2  | DAYS                                                        |
| 17   | 紅   | DREAMS COME TRUE | 5  | すき〜紅白バージョン〜                                      |
| 18   | 白   | 米米CLUB         | 2  | 手紙〜紅白バージョン〜                                      |
| 19   | 紅   | 島倉千代子       | 32 | 人生いろいろ                                                |
| 20   | 白   | 小椋佳           | 初 | さらば青春                                                  |

| 曲順 | 組 | 歌手名               | 回 | 曲目                     |
| ---- | -- | -------------------- | -- | ------------------------ |
| 21   | 紅 | 松田聖子             | 10 | 輝いた季節へ旅立とう     |
| 22   | 白 | 吉田拓郎             | 初 | 外は白い雪の夜           |
| 23   | 紅 | 大月みやこ           | 8  | 愛にゆれて…              |
| 24   | 白 | 吉幾三               | 9  | 娘に…                    |
| 25   | 紅 | 藤谷美和子・大内義昭 | 初 | 愛が生まれた日           |
| 26   | 白 | 郷ひろみ             | 15 | 言えないよ               |
| 27   | 紅 | 森高千里             | 3  | 素敵な誕生日             |
| 28   | 白 | 西城秀樹             | 12 | YOUNG MAN (Y.M.C.A.)     |
| 29   | 白 | 細川たかし           | 20 | 夢酔い人                 |
| 30   | 紅 | 坂本冬美             | 7  | 夜桜お七                 |
| 31   | 白 | 山川豊               | 4  | 途中下車                 |
| 32   | 紅 | 香西かおり           | 4  | 恋慕川                   |
| 33   | 白 | 沢田研二             | 17 | HELLO                    |
| 34   | 紅 | 藤あや子             | 3  | 花のワルツ               |
| 35   | 白 | X JAPAN              | 4  | Rusty Nail               |
| 36   | 紅 | 工藤静香             | 7  | Blue Rose                |
| 37   | 白 | 前川清               | 4  | 恋するお店               |
| 38   | 紅 | ケー・ウンスク       | 7  | 花のように鳥のように     |
| 39   | 白 | 美川憲一             | 11 | おだまり                 |
| 40   | 紅 | 小林幸子             | 16 | 雨の屋台酒               |
| 41   | 白 | 森進一               | 27 | おふくろさん             |
| 42   | 紅 | 由紀さおり・安田祥子 | 3  | 赤とんぼ〜どこかに帰ろう |
| 43   | 白 | 小林旭               | 5  | 熱き心に                 |
| 44   | 紅 | 和田アキ子           | 18 | あの鐘を鳴らすのはあなた |
| 45   | 白 | 谷村新司             | 8  | 昴 -すばる-              |
| 46   | 紅 | キム・ヨンジャ       | 2  | 川の流れのように         |
| 47   | 白 | 北島三郎             | 31 | 年輪                     |
| 48   | 紅 | 石川さゆり           | 17 | 飢餓海峡                 |
| 49   | 白 | 五木ひろし           | 24 | 汽笛                     |
| 50   | 紅 | 都はるみ             | 26 | 古都逍遥                 |

### 選考を巡って
- これまで出演辞退を続けてきた吉田拓郎が初出場（「（出場は）これが最初で最後!」と述べた。実際唯一の出場となっている）。拓郎からは発表日前日の20時に承諾の報があり、25組目の当選者となった[31]。当日のステージでは日野皓正（トランペット）、渡辺香津美（エレクトリック・ギター）、宮川泰（キーボード）、日野元彦（ドラム）、大西順子（ピアノ）、石川鷹彦（アコースティック・ギター）、金沢英明（ウッドベース）、吉田建（ベース）という大物ミュージシャンがバックバンドを務めた。コーラスとして、五木ひろし、森進一、前川清が参加するなど、初出場ながら、NHKが長年出場を心待ちにしてきた歌手が出演するとあって、特別待遇とも云える扱いがなされた。本人は後のインタビューで本紅白出演について、「ウンザリしました。絶対に出ません。もうこりごり。ゴメンです」と述べた[32]。
- 紅白45回を記念して、当時紅組最多出場者の島倉千代子（第39回（1988年）以来6年ぶり）を筆頭に、西城秀樹（第35回以来10年ぶり）、松田聖子（第39回以来6年ぶり）、沢田研二（第40回（1989年）以来5年ぶり）、郷ひろみ（第41回以来4年ぶり）と、往時のアーティストを多くカムバックさせた。
- その一方で、前回まで6年連続出場（通算20回）をしていた八代亜紀が落選した[33]。
- 前回ゲスト歌手として出演した小椋佳が白組歌手として初出場を果たす。
- 今回から第48回（1997年）までNHK新人歌謡コンテストの優勝者に紅白の出場権が与えられた[注 12]。今回は田川寿美がそれによって出場を掴んだ[注 13]
- 今回から第59回（2008年）までジャニーズ事務所所属グループからの出場歌手はSMAPとTOKIO（今回初出場）の2組のみとなった[注 14]。
- 松任谷由実（この年の連続テレビ小説『春よ、来い』の主題歌「春よ、来い」を担当）、竹内まりや、CHAGE and ASKA、Mr.Children、中島みゆき、ZARDらが出場を辞退した[34]。

### その他
- 北島三郎は今回の出場で白組歌手の最多出場となった。
- 中山美穂・工藤静香・ケー・ウンスクは翌年に落選し、第39回初出場以来の連続出場が今回で途切れる（いずれも通算7回）。中山はその後出場の機会がなく2024年に死去したため、今回が生涯最後の出場となった。ケーも今回以来出場していないが、工藤は第49回（1998年）・第73回（2022年）で復帰を果たした。
- 今回初出場した篠原涼子も第73回で今回以来の出場を果たしている。
- X JAPANも第42回（1991年）の初出場以来の連続出場が今回で途切れる。彼らは第48回（1997年）[35]、第66回（2015年） - 第68回（2017年）で復帰している[36]。

## ゲスト出演者
- 海老一染之助・染太郎：長保有紀の曲紹介。
- ミッキーマウス、ミニーマウス、ドナルドダック、デイジーダック、プルート、グーフィー、チップとデール（ディズニーキャラクター）：「Mickey Mouse Our Shining Star〜輝くスター ミッキー・マウス〜」。
- プラクティカル・ピッグ、フィドラー・ピッグ、ファイファー・ピッグ、ビッグ・バッド・ウルフ（ディズニー映画『三匹の子ぶた』のキャラクター）：同上。
- 白雪姫、ドーピー（同じく『白雪姫』のキャラクター）：同上。
- ピノキオ（同じく『ピノキオ』のキャラクター）：同上。
- ピーター・パン（同じく『ピーター・パン』のキャラクター）：同上。
- オーロラ姫、フィリップ王子（同じく『眠れる森の美女』のキャラクター）：同上。
- リトルゴジラ（映画『ゴジラvsスペースゴジラ』の怪獣）[37]：SMAPの曲紹介。
- ゴジラ（同じく『ゴジラvsスペースゴジラ』の怪獣）[37]：SMAPの曲中および第2部オープニング。
- 森田剛、三宅健、小原裕貴：SMAPのバックダンサー。
- 安達祐実：DREAMS COME TRUEの曲紹介。
- 周富徳：米米CLUBの曲紹介。
- シェイプUPガールズ：西城秀樹のバックダンサー。
- ハイヒール：大月みやこの曲紹介。
- ププル、カバプー、ピポ（1995年夏季ユニバーシアードマスコットキャラクター）：山川豊の曲紹介。
- 千堂あきほ：香西かおりの曲紹介。
- 桂文珍（『クイズ日本人の質問』ものしり博士役）：第2部ブレイク。

### 演奏ゲスト
- THE THRILL：久宝留理子のブラスバンド伴奏。
- 日野皓正：吉田拓郎のトランペット伴奏。
- 大西順子：ピアノで同上。
- 日野元彦：ドラムで同上。
- 渡辺香津美：ギターで同上。
- 金沢英明：ベースで同上。
- 石川鷹彦：ギターで同上。
- 吉田建：ベースで同上。
- 宮川泰：オルガンで同上およびエンディング「蛍の光」で指揮担当。
- 村上“ポンタ”秀一：沢田研二のドラム伴奏。
- 大村憲司：ギターで同上。
- 羽田健太郎：キム・ヨンジャのピアノ伴奏。

## 関連番組
思い出の紅白歌合戦
放送：BS2　1994年12月27日・12月28日・12月29日 12:20 - 13:46、12月30日 12:20 - 13:41
第25回（1974年）、第27回（1976年）、第31回（1980年）、第35回（1984年）を再放送した。
そのうちの3回は、歌詞テロップが追加されて放送された。